# Братищев, Игорь Михайлович
Игорь Михайлович Братищев (род. 12 июля 1938 года в г. Орёл, РСФСР, СССР) — российский экономист и политик. Народный депутат РСФСР (РФ), депутат Государственной Думы ФС РФ I и II созывов. Доктор экономических наук, профессор.

## Биография
С 1956 по 1957 год работал слесарем в городе Новороссийске. В 1957 году был призван для прохождения службы в рядах Советской Армии, был демобилизован в 1960 году. После службы в армии получал высшее образование, в 1965 году окончил юридический факультет Ростовского государственного университета, в 1969 году защитил диссертацию на соискание ученой степени кандидата экономических наук в Ростовском государственном университете.
С 1969 по 1978 год работал преподавателем в Ростовском высшем военном командном училище, доцент кафедры политэкономии. С 1978 по 1994 год работал в Ростовском институте инженеров железнодорожного транспорта доцентом, профессором, заведующим кафедрой экономической теории, политологии и права. В 1986 году защитил диссертацию на соискание ученой степени доктора экономических наук.
С 1990 по 1993 год был народным депутатом Съезда народных РСФСР (РФ) от Ростовской области. С 1960 по 1991 год являлся членом КПСС, с 1991 по 1993 год был членом Российской коммунистической рабочей партии, с 1993 года — член КПРФ.
В 1993 году был избран депутатом Государственной думы I созыва от Советского одномандатного избирательного округа № 146 (Ростовская область), был заместителем председателя комитета Государственной думы по делам Федерации и региональной политике, входил во фракцию КПРФ.
В 1995 году был избран депутатом Государственной думы II созыва от Белокалитвинского одномандатного избирательного округа N 142 (Ростовская область), был председателем Счётной комиссии Госдумы, членом комитета по делам Федерации и региональной политике.
За время исполнения полномочий депутата Государственной думы I и II созыва выступил соавтором 27 законодательных инициатив и поправок к проектам федеральных законов.
Академик Российской академии естественных наук.